# Busline 35A
|  | Denne artikel er oprettet af botten Steenthbot ud fra en ekstern database. Den kan derfor have sproglige fejl eller mangler. Denne skabelon kan fjernes efter kontrol af indholdet. |

Busline 35A er en dansk filmskolefilm fra 2021 instrueret af Elena Felici.

## Handling
I en bus sætter en mand sig ved siden af en ung pige, og i løbet af turen krydser han grænsen fra at være sludrevoren til at blive grænseoverskridende.
De tre øvrige passagerer i bussen griber ikke ind, men har travlt med deres egne tanker - en gammel dame bekymrer sig om sine salte frikadeller, en mand er faldet på sin nyindkøbte elcykel, og en midaldrende kvinde er blevet fyret for at se porno i arbejdstiden.